# Wings of Fury
Wings of Fury è un videogioco sparatutto pubblicato nel 1987 per Apple II e nel 1989-1990 per i computer Amiga, Amstrad CPC, Commodore 64, MS-DOS, PC-98 e Sharp X68000 dalla Brøderbund. Le versioni per PC-98 e X68000 sono intitolate Wings. Nel 1999 la Red Orb Entertainment, divisione che era passata dalla Brøderbund alla Mindscape, pubblicò una conversione per la console Game Boy Color compatibile anche con Game Boy. In Wings of Fury si pilota un aereo statunitense Hellcat contro forze giapponesi nella Guerra del Pacifico, compresi decollo e atterraggio dalla portaerei Wasp, in scenari a scorrimento orizzontale. Nelle versioni per i computer giapponesi PC-98 e X68000 i ruoli sono invertiti e si pilota uno Zerosen.
Almeno le versioni occidentali vennero, il più delle volte, discretamente apprezzate dalla critica.

## Modalità di gioco
Il giocatore controlla l'aereo in un ambiente bidimensionale, con visuale di lato, a scorrimento orizzontale libero in entrambi i versi. Quando l'aereo supera una certa altitudine la visuale diventa a scala più grande, con l'aereo e gli altri oggetti rimpiccioliti, e si può volare in una fascia più ampia di cielo. Si parte sempre decollando dalla propria portaerei e si sorvolano mare e isole piatte con vegetazione.
I controlli comprendono accelerare, virare per cambiare la direzione orizzontale, cabrare e picchiare più o meno ripidamente. L'aereo è armato di mitragliatrici frontali con munizioni illimitate, utili solo contro aerei avversari e fanteria, e un'arma pesante con munizioni limitate, di tipo selezionabile prima di ogni decollo: bombe, razzi o un singolo siluro. Le bombe sono sganciabili da qualunque altitudine contro i bersagli di terra, i razzi sono frontali e utilizzabili sia contro aerei sia verso terra, e i siluri vanno sganciati vicino alla superficie dell'acqua per distruggere le navi.
Ci sono sette livelli di difficoltà selezionabili e per ciascuno diverse missioni. L'obiettivo di ciascuna missione è eliminare tutte le forze di terra da una o più isole e, a livelli più avanzati, affondare una o più navi.
Su ogni isola si trovano varie installazioni, passive o con cannoni antiaerei, e quando il giocatore ne bombarda una ne escono fuori soldati superstiti che corrono, spesso andando a rifugiarsi dentro altri edifici. Anche i soldati vanno tutti uccisi per completare l'isola.
Le eventuali navi nemiche sono di grandi dimensioni, con armi antiaeree e possono anche essere portaerei. Gli aerei nemici attaccano l'aereo del giocatore, ma non sono obiettivi necessari per completare la missione. Possono comparire anche aerosiluranti nemici che minacciano la portaerei alleata, e si deve eliminare il velivolo o il siluro dopo che è stato lanciato; una freccina avvisa dell'avvicinamento di questi pericoli.
L'aereo del giocatore si distrugge in caso di schianto sulla superficie oppure accumulando  danni da fuoco nemico; il graduale danneggiamento è visibile dal fumo lasciato dall'aereo, e lo stesso vale per gli aerei nemici. Si dispone inoltre di carburante limitato. Atterrando con la corretta manovra sulla propria portaerei si rifornisce il carburante, si ricaricano e si possono cambiare le armi, e si riparano i danni.
Il pannello informativo in basso mostra, da sinistra a destra: munizioni, vite, pressione dell'olio che funge da indicatore dei danni subiti, una piccola vista frontale tridimensionale comprensiva anche di un cursore che fa da orizzonte artificiale, indicatore del carburante e punteggio.
La versione per Game Boy e Game Boy Color presenta alcune differenze più evidenti rispetto a quelle per computer. Ad esempio non sono presenti i nemici a piedi, ma le isole ospitano anche veicoli di terra, fermi o in movimento. Si può visualizzare il numero esatto di obiettivi da eliminare per ogni tipo e per ogni isola. Non è presente la piccola visuale 3D, ma nel pannello in basso ci sono diversi indicatori tra cui velocimetro e altimetro.